# Rhodochaetales
Rhodochaetales Bessey, 1907, segundo o sistema de classificação de Hwan Su Yoon et al. (2006), é o nome botânico de uma ordem de algas vermelhas pluricelulares da classe Compsopogonophyceae.
- Esta ordem não foi referendada no sistema de classificação  sintetizado de R.E. Lee (2008).

## Táxons inferiores
Família: Rhodochaetaceae Schmitz in Engler & Prantl, 1896.
Gêneros: Rhodochaete